# David Stuart (duc de Rothesay)
Pour les articles homonymes, voir David Stuart et Stuart.
David Stuart (24 octobre 1378 – Château de Falkland, 26 mars 1402), fut l’héritier du trône d'Écosse à partir de 1390.

## Biographie
David Stewart était le fils aîné du roi Robert III d'Écosse et de son épouse, Annabella Drummond, il est donc le frère du futur roi Jacques I d'Ecosse. À l'accession de son père en 1390, il fut reconnu comme comte de Carrick. Il fut créé 1er duc de Rothesay en avril 1398, et comte d'Atholl en septembre de la même année. En raison de la maladie de son père, David devint "lieutenant" du royaume en 1399, un temps de troubles civils pour le royaume et de conflit avec son voisin, l’Angleterre.
Son principal ennemi à l’intérieur, son oncle, l’expérimenté Robert Stuart, 1er duc d'Albany, était jusque-là protecteur du royaume. Albany arrêta David et le garda prisonnier dans son château de Falkland. Le prince mourut en 1402, dans des circonstances incertaines, probablement sur l’ordre d’Albany lui-même. La légende veut qu’il soit mort de faim.
En 1406, son jeune frère, Jacques Stuart succéda à Robert III sur le trône, sous le nom de Jacques Ier.

## Unions
En 1395 David épouse Elisabeth Dunbar, fille de Georges Dunbar comte de March, mais l'union est déclarée nulle à l'automne 1396 sur intervention du roi Robert III d'Écosse.
car ils n'ont pas obtenu de dispense pontificale en août 1395 avant la célébration mais seulement en mars 1397.
En 1400, David épousa Marjorie Douglas († avant 1421), fille d’Archibald Douglas, 3e comte de Douglas. Ils n'eurent pas d’enfant.

### Sources
- (en) Stephen I. Boardman The Early Stewart Kings: Robert II and Robert III, 1371-1406. Tuckwell Press. Edinburgh 1996 réédition 2007, chez John Donald Short Run Press  (ISBN 1904607683).
- David Stuart sur Medieval Lands

- (en) Cet article est partiellement ou en totalité issu de l’article de Wikipédia en anglais intitulé « David Stewart, Duke of Rothesay » (voir la liste des auteurs).